# Ángel Celada
Ángel Celada Brizuela (Vitoria, Álava, 20 de septiembre de 1953) es un prestigioso batería de la escena musical española, tanto por sus trabajos discográficos individuales como por su colaboración con numerosas bandas históricas de la música moderna en este país: El Último de la Fila, Mecano, Joan Manuel Serrat, Miguel Bosé, Manolo García, Orquesta Mondragón, Quimi Portet, Sergio Dalma, Rosana, La Unión, Malú, Revólver...

También ha colaborado con importantes músicos vascos como Oskorri, Itoiz, Ruper Ordorika, Juan Carlos Pérez, Mikel Urdangarin,  entre otros.

## Trayectoria artística
Angel Celada se inició en la batería de modo autodidacta pero a finales de la década de los 80 del siglo XX ya tocaba para conocidas bandas españolas y en 1989 fue contratado por el prestigioso violinista francés Didier Lockwood, trasladándose durante varios años a París y empezando una fructífera época de importantes festivales de jazz y contactos musicales internacionales. Su primera aparición en la escena musical española fue en 1976/77 como batería del excepcional grupo Alcatraz. Junto a Nano Muñoz, Vicente y Alfredo Mahiques, Lenox Holnes, René de Coupaud y Andrés Peña Olaegui.
Su hijo Víctor también siguió sus pasos, llegando a ser un importante batería antes de su triste y temprano fallecimiento.
Ángel Celada también realiza frecuentemente una labor pedagógica como profesor de percusión, incluyendo la impartición de clases magistrales sobre batería, algunas de ellas junto con otros grandes músicos especializados en este instrumento, como Billy Cobham Ha participado en distintos festivales musicales nacionales e internacionales, habiendo tocado con figuras de primera línea del panorama jazzístico o musical internacional en general: Didier Lockwood, Jorge Pardo, Carles Benavent, Jean Marie Ecay, Pedro Andrea, Andreij Olejniczak, Jordi Bonell, Ray Gomez...
A lo largo de los años 2011 y 2012 Ángel Celada se dedicó a la promoción de su banda (Shap), en colaboración con el compositor y arreglista Koldo Uriarte y la vocalista Carla Sevilla La formación original de la banda estaba compuesta por Shara Rope, Pau chafer y él mismo. Actualmente lidera su propio proyecto.

## Discografía propia (Selección)
- 2016: Angelitos negros (reedición)
- [13] 2016: Jazzteizz
- 2010: Pedro Andrea y Ángel Celada Band
- 2008: Now or Never (Shap)[14]
- 2005: Mysterios Voyages
- 1995: Angelitos negros[15]
- 1987: Blue limbo (Como miembro del grupo La Noche, del cual fue uno de sus fundadores.
- 2023 : Toc

## Otra discografía (Selección)
Ha participado en una gran cantidad de discos. Lo que hace difícil poder describir aquí.
- 2016. Cuadragésima edición Festival de Jazz de Vitoria.[16]
- 1994. Un mundo separado por el mismo Dios", de Nacho Cano
- 1988. Como la cabeza al sombrero, del Último de la Fila